# Campeonato Panamericano de Béisbol Sub-15
El Campeonato Panamericano de Béisbol Sub-15 es organizado por la Confederación Panamericana de Béisbol desde el año 2013 en Barranquilla, Colombia resultando Selección de béisbol de Estados Unidos como primer campeón, además de ganar las siguientes dos ediciones. El torneo otorga cuatro cupos a la Copa Mundial de Béisbol Sub-15 y se disputa cada dos años.

## Historia
La primera edición se realizó en Barranquilla, Colombia creado por los cambios implementados desde el 2011 por la IBAF.
En 2017 no se logró disputar la final por lluvia en Cartagena, Colombia compartieron el oro Estados Unidos y República Dominicana dejando la plata desierta.

## Historial
| Año          | Sede                      |                                       | Medalla de oro       | Medalla de plata     |  | Medalla de bronce |
| 2013 Detalle | Barranquilla, Colombia    | Estados Unidos                        | Cuba                 | Panamá               |  |                   |
| 2015 Detalle | Aguascalientes, México    | Estados Unidos                        | Colombia             | Venezuela            |  |                   |
| 2017 Detalle | Barranquilla, Colombia    | Estados Unidos y República Dominicana | Ninguno              | Cuba                 |  |                   |
| 2019 Detalle | Playas del Carmen, México | Estados Unidos                        | Panamá               | República Dominicana |  |                   |
| 2022         | Valencia, Venezuela       | Panamá Venezuela                      | Sin subcampeón       | Cuba                 |  |                   |
| 2023 Detalle | República Dominicana      | Puerto Rico                           | República Dominicana | México               |  |                   |

## Medallero
| # | País                 |   |   |   | Total |
| - | -------------------- | - | - | - | ----- |
| 1 | Estados Unidos       | 4 | 0 | 0 | 4     |
| 2 | Panamá               | 1 | 1 | 1 | 3     |
| 2 | República Dominicana | 1 | 1 | 1 | 3     |
| 4 | Venezuela            | 1 | 0 | 1 | 2     |
| 5 | Puerto Rico          | 1 | 0 | 0 | 1     |
| 6 | Cuba                 | 0 | 1 | 2 | 3     |
| 7 | Colombia             | 0 | 1 | 0 | 1     |
| 8 | México               | 0 | 0 | 1 | 1     |